# دانش‌نما
دانش نما در فرهنگ دهخدا به معناهای نمایندهٔ دانش، نشان دهندهٔ دانش، عرضه‌کنندهٔ علم، نشان‌دهندهٔ میزان معلومات و اطلاعات آمده‌است.

دانشنما (به انگلیسی: Science Show) گونه‌ای از نمایش یا اجراهایی صحنه‌ای (Stage) یا برنامه‌های (شوهای) تلویزیونی گفته می‌شود که هدف آن ارائه جذابیت‌های علم است.

در این گونه برنامه‌ها از مطالب غامض یا فرمولهای پیچیده علمی یا مباحث کسالت‌آور خبری نیست. همه آنچه که به نمایش در می‌آید پدیده‌های هیجان انگیز و آزمایش‌های جالب و شگفت‌انگیز است. پدیده‌هایی که شور و شعف بینندگان را به همراه دارد و آنان را به حیرت وا می‌دارد.
 در این گونه برنامه‌ها با نمایش دادن پدیده‌های جذاب، انگیزه مخاطب برای فهم پدیده را تحریک می‌کنند و سپس با زبانی ساده مفاهیم پیچده علمی توضیح داده می‌شود.

 چیستا نخستین برنامه تلویزیونی ایرانی در این گونه بود.